# Pokrzywnica
Pokrzywnica è un comune rurale polacco del distretto di Pułtusk, nel voivodato della Masovia.
Ricopre una superficie di 120,99 km² e nel 2004 contava 4 734 abitanti.